# Leptasterias ochotensis
Leptasterias ochotensis är en sjöstjärneart som först beskrevs av Brandt 1851.  Leptasterias ochotensis ingår i släktet Leptasterias och familjen trollsjöstjärnor. Inga underarter finns listade i Catalogue of Life.